# Joe Moran (Fußballspieler, 1880)
Joseph „Joe“ Moran (* 3. Quartal 1880 in Bangor; † unbekannt) war ein walisischer Fußballspieler.

## Karriere
Moran gehörte in der Spielzeit 1902/03 zum Kader des englischen Erstligisten Aston Villa, blieb aber ohne Pflichtspieleinsatz in der ersten Mannschaft. In der folgenden Saison spielte der linke Außenstürmer für die Doncaster Rovers, die ihren Platz in der Football League Second Division verloren hatten und in der Midland League antraten. Moran gehörte mit zwölf Saisontreffern zu den torgefährlichsten Spielern des Klubs, der sich zur Saison 1904/05 erfolgreich um Wiederaufnahme in die Football League bewarb. Trotz seiner Torgefahr erhielt Moran keinen weiteren Vertrag angeboten und wechselte zum ebenfalls in der Second Division antretenden Klub Leicester Fosse. Zumeist im Reserveteam eingesetzt, kam er lediglich am 19. November 1904 bei einer 0:1-Heimniederlage gegen Lincoln City auf Linksaußen als Ersatz für Tommy Allsopp in der ersten Mannschaft zum Einsatz, im Spielverlauf wurde er auf die Halbstürmerposition verschoben.